# Alexandr Kovaňko
Alexandr Matvějevič Kovaňko (rusky Александр Матвеевич Кованько; 4.jul./ 16. března 1856greg. Sankt-Petěrburg – 20. duben 1919 Oděsa) byl pilot, konstruktér letadel a plukovník v ruské armádě. Jako jeden z prvních pořídil letecké snímky z balónu, které poslal na zem holubí poštou.

## Život a dílo
V roce 1889 proběhl experiment na univerzitě v Petrohradě, při kterém šéf ruského balónového armádního sboru Alexandr Kovaňko pořídil letecké snímky z balónu a poslal kolodiové filmové negativy na zem holubí poštou.
V letech 1900 a 1901 založil Ústřední leteckou školu pro důstojníky (rusky Офицерская воздухоплавательная школа), která funguje dodnes. Tato škola vlastní letiště, dílny a laboratoře. Studenti provádějí experimenty, ale původně to byl především výcvik ve vědě aerofotografie, která byla v Rusku v tehdejší době na velmi vysoké úrovni.
V roce 1900 mu bylo na pařížské mezinárodní výstavě uděleno nejvyšší ocenění – Grand Prix „za spojení vynálezů a za přínos pro vědu o letectví“. O čtyři roky později byl Kovanko za své vynálezy oceněn na světové výstavě v americkém St. Louis.